# Saturació magnètica

L'eix vertical representa la densitat de flux magnètic i l'horitzontal la força del camp magnètic, la corba representa el comportament d'un material segons la variació del camp magnètic. L'aplanament de la corba, a dalt a la dreta, indica el començament de la saturació magnètica típica del material.

La saturació magnètica és un estat dels materials magnètics al qual ja no poden absorbir més camp magnètic, és el màxim valor de magnetització al qual poden arribar quan són exposats a un camp magnètic extern, de manera que un augment de la força de magnetització no produirà canvis significatius a la densitat de flux magnètic.
La relació entre el camp magnètic H i la densitat de flux magnètic B s'expressa en termes de permeabilitat μ : 
{\displaystyle B=\mu H}
La permeabilitat de molts materials no és constant sinó que depèn del camp magnètic H. Per exemple, en un material ferromagnètic la permeabilitat s'incrementa amb H, però a partir de cert punt la tendència s'inverteix i llavors decreix de manera significativa. Un increment de H no causarà un increment de B atès que la permeabilitat és massa petita.
El materials tenen punts de saturació diferents, per exemple, el ferro arriba al seu punt de saturació a 2,2 tesles.
La saturació limita la mida mínima dels nuclis magnètics dels transformadors. Per tal de minimitzar aquest efecte, en alguns nuclis magnètics es creen espais buits.
La corba d'histèresi mostra la dependència de B respecte a H, i en conseqüència la saturació, en diferents materials.

## Valors del punt de saturació
| Material                                     | Punt de saturació en Tesla |
| -------------------------------------------- | -------------------------- |
| Silici-Ferro Fe amb Si (del 3 al 4% de Si)   | 1,5 a 2                    |
| Níquel-Ferro Fe amb Ni (del 30 al 50% de Ni) | 1,2 a 1,5                  |
| Ferrita (Mn - Zn)                            | 0,4                        |
| Ferrita (Ni - Zn)                            | 0,2                        |